# Indre Østfolds kommun
Indre Østfolds kommun (norska: Indre Østfold kommune) är en kommun i distriktet Indre Østfold i Østfold fylke i sydöstra Norge. Tätorten och staden Askim utgör kommunens centralort.
Kommunen har en total areal på 791,94 kvadratkilometer, varav 761,63 landareal och 30,31 vattenareal. Invånarantalet inom den nuvarande kommunens gränser var 44.035 personer den 1 januari 2018.

## Administrativ historik
Norges regering föreslog i februari 2017 att Askims, Eidsbergs, Hobøls och Spydebergs kommuner skulle slås samman till en ny kommun från 2020. I juni 2017 föreslog Stortingets kommunalkomité att Trøgstads kommun skulle inkluderas i den nya kommunen. Stortinget fattade beslut om sammanslagningen den 8 juni 2017.
Den 1 januari 2020 bildades Indre Østfolds kommun genom sammanslagning av de fem tidigare kommunerna Askim, Eidsberg, Hobøl, Spydeberg och Trøgstad.

## Förslag till lokalisering av kommunal administration
Sammanslagningsprojektets chef ("prosjektrådmannen") lade i september 2018 fram ett lokaliseringsförslag, innebärande:
- Askim – central ledning och stadsfunktioner, stadsplanering, näringsadministration, delar av kulturadministration
- Spydeberg – kommunens NAV-kontor (samlokalisering av arbetsförmedling, försäkringskassa och kommunens socialtjänst)
- Trøgstad – fastighetsförvaltning, arkiv och kommunaltekniska administrativa tjänster
- Eidsberg – Skol- och förskoleadministration, hälsoadministration, delar av kulturadministration
- Hobøl – ingen fortsatt kommunal administration

## Kommunvapen
Inför bildandet av den nya kommunen valde man att ta fram ett helt nytt kommunvapen snarare än att använda något av de ingående kommunernas vapen. Det framtagna förslaget föreställer ett sädesax i gult mot svart botten.

### Vapen för tidigare kommuner inom den nuvarande kommunen

Askims kommun (1963–2019)
Eidsbergs kommun (1962–2019)
Hobøls kommun (1985–2019)
Spydebergs kommun (1978–2019)
Trøgstads kommun (1979–2019)

## Tätorter
I Indre Østfolds kommun finns tolv tätorter:
- Askim (centralort)
- Finnestad
- Hamnås
- Heiås
- Jansberg
- Mysen
- Ringvoll
- Skjønhaug
- Slitu
- Spydeberg
- Tomter
- Trømborg

## Socknar
Inom Norska kyrkan är Indre Østfolds kommun indelad i fem socknar:
- Askims socken
- Eidsbergs socken
- Hobøl og Tomters socken
- Spydebergs socken
- Trøgstad og Båstads socken

Socknarna ingår i Østre Borgesyssels prosteri i Borgs stift.
2024 gick socknarna Hærland, Mysen och Trømborg upp i Eidsbergs socken, medan socknarna Hobøl och Tomter slogs samman för att bilda Hobøl og Tomters socken.